# 猫、ふんじゃッた!
『猫、ふんじゃッた!』（ねこふんじゃッた）は、1988年10月12日から1989年2月15日まで日本テレビ系列局で放送されていたテレビドラマである。オフィス・トゥー・ワンと日本テレビの共同製作。全17話。放送時間は毎週水曜 19:30 - 20:00 （日本標準時）。
ある音楽一家で起こるさまざまな珍騒動を、舞台中継方式でおくるシチュエーション・コメディ。観客の笑い声や拍手も共に放送する形式で、昔の連鎖劇のように別収録の映像も流れた。スタジオでの演技は客席においても行なわれた。
ミュージカル仕立ての作品でもあり、エンディングでは毎回音楽一家とその回の出演者たちによる合唱シーンがあった。放送予定回数は全23回だったが、主要メンバーの1人である坂口良子が出産を控えていたために大事を取り、予定より1か月早く終了した。

## 出演者
- 滝沢和音：西田敏行
- 滝沢絵里沙：坂口良子
- 滝沢麗美：西村知美
- 滝沢鍵：原田慎也
- 家庭教師・花子：井森美幸
- 白百合：大西結花
- 佐伯：石川博之
- 麗美の担任・村田：イッセー尾形
- 鍵のガールフレンド・真実：滝沢幸代
- 白百合のボーイフレンド・館：宮下直紀
- 和音の父：上原謙（第4話ゲスト）
- 和音の母：葦原邦子（第4話ゲスト）
- 和音の上司・木下：出光元（第12話ゲスト）
- ほか

## スタッフ
- 製作：笈田光則
- 脚本：坂田義和、島田満、佐藤啓子、金春智子、北野翔、藤本信行、安斉あゆ子
- 音楽：林有三
- OPアニメ：芝山努(亜細亜堂)
- 制作協力：生田スタジオ
- 演出：酒井浩至、船越太郎、金田和樹、江上官、松田祐輔
- プロデューサー：酒井浩至、江幡泰太、近藤良英
- 制作：オフィス・トゥー・ワン、日本テレビ

## 主題歌・挿入歌
OP「きゃきゃきゃのきゃ」
作詞：秋元康 / 作曲：都志見隆 / 編曲：中村哲 / 歌：西村知美（東芝EMI）
ED「LOVE-ラブソングを作ろう」
作詞：阿久悠 / 作曲：林哲司 / 編曲：萩田光雄 / 歌：西田敏行＆ラブファミリー【坂口良子・西村知美・原田慎也】（CBSソニー）
挿入歌「チューリップの蕾」
作詞：松本隆 / 作曲：南佳孝 / 編曲：大谷和夫 / 歌：大西結花（ポリスター）

## 放送リスト
| 話数 | 放送日          | サブタイトル             | 脚本       | 演出               |
| ---- | --------------- | ------------------------ | ---------- | ------------------ |
| 1    | 1988年 10月12日 | ド・レミの歌が聴こえない | 坂田義和   | 酒井浩至           |
| 2    | 10月19日        | 夢家族                   | 島田満     | 酒井浩至           |
| 3    | 10月26日        | L・O・V・E               | 坂田義和   | 酒井浩至           |
| 4    | 11月2日         | 素敵な関係               | 佐藤啓子   | 酒井浩至           |
| 5    | 11月9日         | Kiss of Fire             | 島田満     | 船越太郎           |
| 6    | 11月16日        | （※サブタイトル不明）    | 金春智子   | 酒井浩至           |
| 7    | 11月23日        | （※サブタイトル不明）    | 島田満     | 酒井浩至           |
| 8    | 11月30日        | （※サブタイトル不明）    | 北野翔     | 船越太郎           |
| 9    | 12月7日         | （※サブタイトル不明）    | 北野翔     | 酒井浩至、金田和樹 |
| 10   | 12月14日        | 笑って！いい友           | 藤本信行   | 船越太郎           |
| 11   | 12月21日        | ベビークリスマス         | 藤本信行   | 江上官             |
| 12   | 1989年 1月11日  | 究極のカレー騒動         | 坂田義和   | 江上官             |
| 13   | 1月18日         | 初恋スクランブル         | 島田満     | 酒井浩至           |
| 14   | 1月25日         | 星空のむこうの国         | 北野翔     | 酒井浩至、金田和樹 |
| 15   | 2月1日          | 星に願いを               | 坂田義和   | 松田祐輔           |
| 16   | 2月8日          | パパの家出               | 安斉あゆ子 | 江上官             |
| 17   | 2月15日         | パパの贈り物             | 坂田義和   | 船越太郎           |

（※サブタイトルは、第1～5話、第15～17話は週刊テレビ番組（東京ポスト）に掲載されていたもの、第10～14話は中日新聞に掲載されていたものによる。）